# Фиш, Илья Иосифович
Илья Иосифович Фиш (1909, Российская Империя — 1968, СССР) — советский архитектор.

## Биография
Илья Иосифович Фиш окончил ХИИКС в 1939 г. Работал в харьковских проектных институтах ГСПИ-4‚ «Облпроект», «Теплоэлектропроект».
Автор проектов ряда жилых домов, планировки и застройки рабочих поселков промышленных предприятий Донбасса, Харьковской и Змиевской электростанций.
Отмечен премией Госстроя УССР.